# David Dalhoff Neal
Pour les articles homonymes, voir Neal.
David Dalhoff Neal, né le 20 octobre 1838 et mort le 2 mai 1915, est un artiste américain. 

## Biographie

### Premières années
Le père de David Dalhoff Neal est Stephen Bryant Neal et sa mère est Mary (Dalhoff) Neal. 
Il fréquente la grammar school Lowell, et la high school à Lawrence (Massachusetts). Décidant de se consacrer à l'étude de l'art, il suit ensuite  des cours d'art à l'Andover Academy récemment ouverte à Andover (New Hampshire). Lorsque Neal a 14 ans, son père meurt et sa fortune est « compromise », alors il met le cap vers La Nouvelle-Orléans. Là, à l'âge de 15 ans, il travaille sur les quais en tant qu'employé d'une entreprise de transport maritime de bois qui vendait de l'acajou brésilien et hondurien.  Au bout d'un an, il a suffisamment d'argent pour se rendre à San Francisco, via l'isthme de Panama.

### San Francisco (1857-1861)
En 1857, à l'âge de 19 ans, Neal s'installe à San Francisco. Il est embauché comme dessinateur sur bois par un ami graveur sur bois, qui s'intéresse à lui et lui apprend l'art.
Dans un entretien avec le critique d'art Wilfrid Meynell, Neal se souvient de la conversation qui l'a amené à Munich :
« A wealthy individual happened upon David as he was painting, and after a moment he simply asked; "When do you intend to go to Europe?"

David replied; "As soon as I have the means."

"How much have you?"

"Eight hundred dollars."

"Well, my wife and I are going to New York by the next steamer.  You had better go along."

So, with that, and after four years in San Francisco, 1861 he was off to Munich to attend the Royal Academy. »
« Un riche individu est tombé sur David alors qu'il était en train de peindre, et après un moment, il a simplement demandé : "Quand avez-vous l'intention d'aller en Europe ?

David a répondu : "Dès que j'en aurai les moyens"

"Combien avez-vous ?"

"Huit cents dollars."

"Eh bien, ma femme et moi allons à New York par le prochain bateau à vapeur.  Vous feriez mieux d'y aller"

C'est ainsi qu'après quatre ans à San Francisco, en 1861, il s'est rendu à Munich pour suivre les cours de la Royal Academy. »

### Années à la Royal Academy (1862-1868)

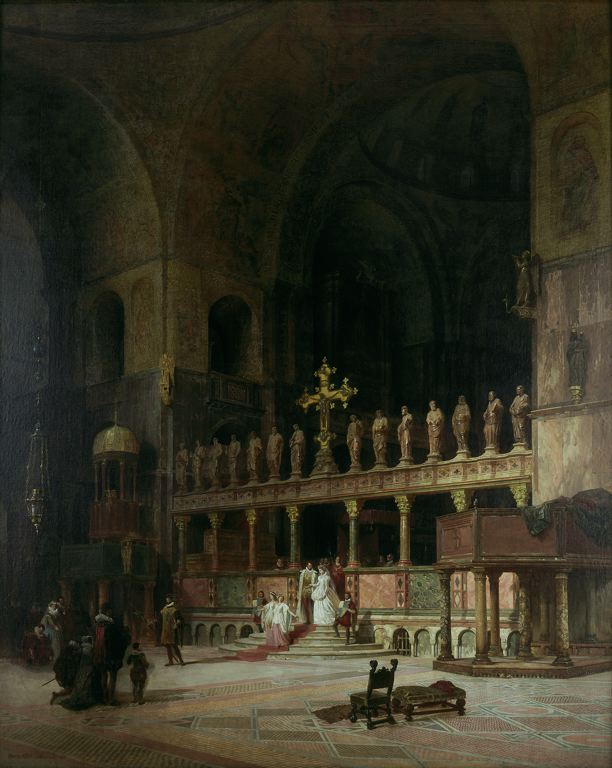
Intérieur de Saint-Marc, Venise, 1869

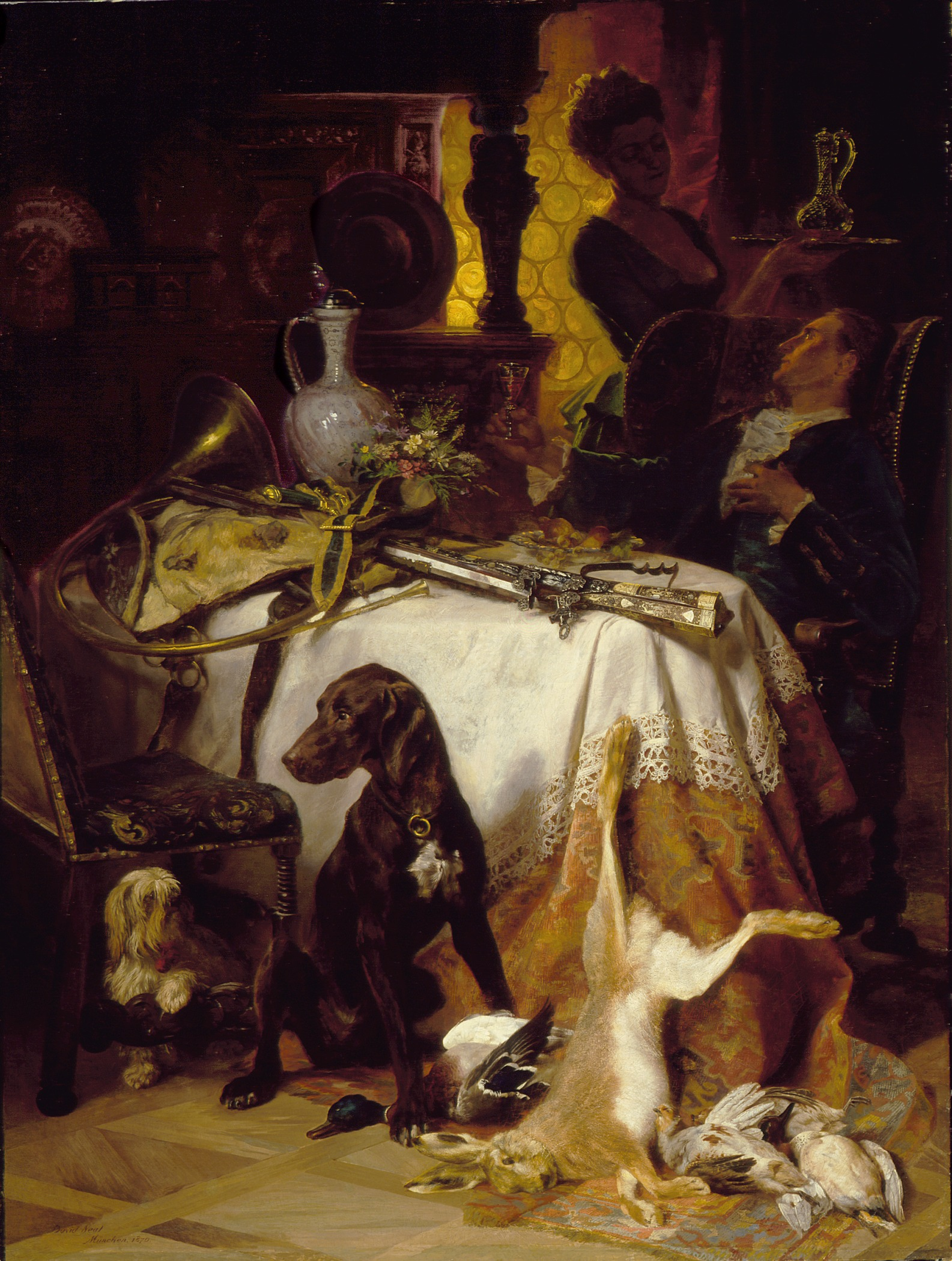
Après la chasse, 1870

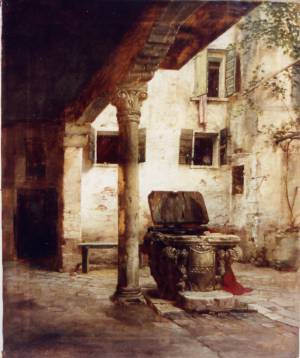
La cour de la maison du Titien à Venise (Whistler House Museum of Art

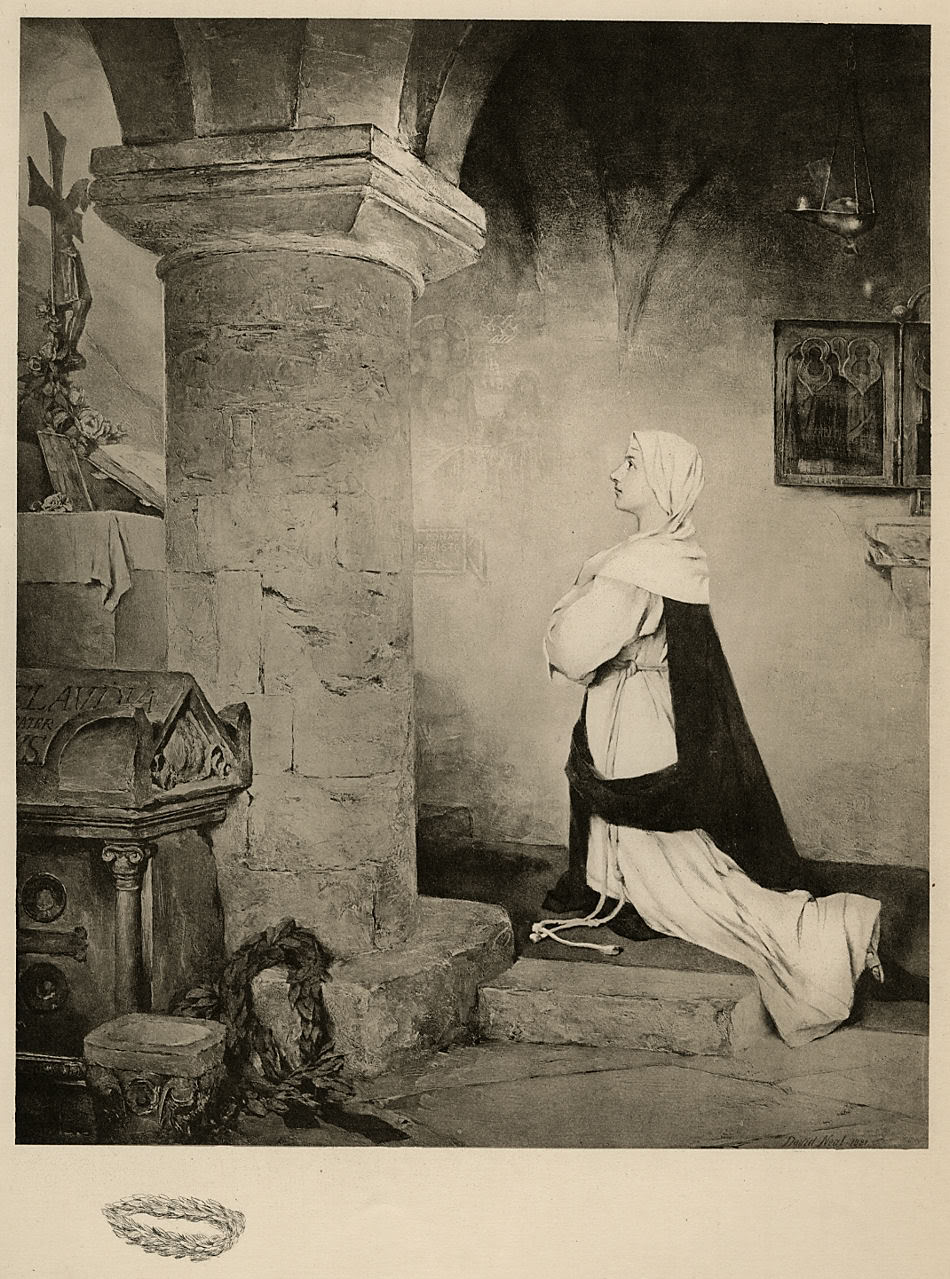
Consolation, publiée en 1893 par Haskell Publishing Company, Boston

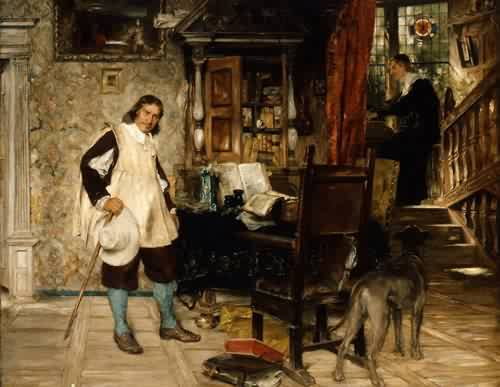
Oliver Cromwell rend visite à M. John Milton, 1883

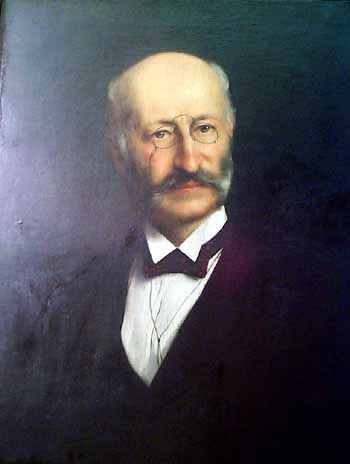
Portrait d'Otto Sutro (1889)

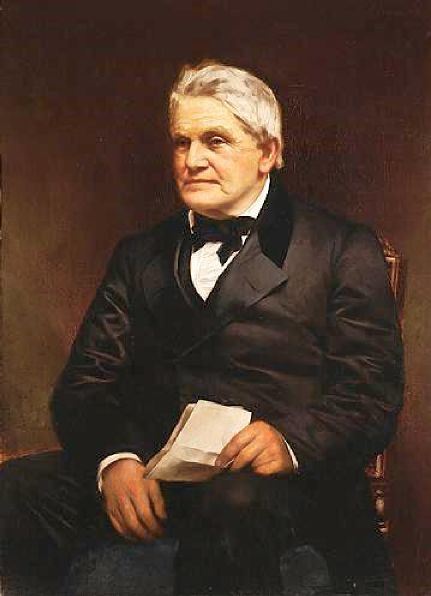
James Savage (1886)

Neal arrive à Hambourg la veille du Nouvel An, en 1862. À 24 ans, il est devient élève de la Royal Academy de Munich, sous la direction de Kaulbach, où il se concentre sur l'art du dessin, puis sur la peinture et l'art de la perspective architecturale sous la direction du célèbre artiste verrier Max Emanuel Ainmiller, dont il épouse la fille peu après son entrée à l'académie, malgré les « ... difficultés et les objections qui ont pris l'apparence réaliste de la romance ». Marie Ainmiller et David Neal se marient le 9 décembre 1862. Ils ont un fils, Maximilian Dalhoff Neal, né le 26 mars 1865, du nom du père de Marie, qui devient plus tard un grand dramaturge allemand. Sous la direction de son beau-père, David se rend d'abord en Italie, où il peint l'intérieur de la basilique Saint-Marc de Venise, puis en Angleterre, où il peint l'intérieur de l'abbaye de Westminster. Neal est confronté à une opposition majeure à Westminster, qui le refuse à deux reprises. Il faut une lettre d'Arthur Penrhyn Stanley, doyen de Westminster, pour qu'il obtienne l'autorisation de peindre, avec laquelle il peut aller et venir à sa guise par les portes privées du doyen. Après tout, c'est son beau-père qui avait effectué une grande partie du travail du verre dans l'abbaye.

### Années à l'atelier de Piloty (1869-1876)
En 1869, il entre dans l'atelier d'Alexander Wagner, puis de Karl von Piloty. Sous Piloty, le premier tableau de Neal est un portrait de James Watt, qui est exposé à la Royal Academy de Londres où il est acheté par le Lord-maire de Londres, Sir Benjamin S. Phillips. Quelques mois plus tard, le mentor et beau-père de Neal, Max, meurt le jour du huitième anniversaire de mariage de David et de Marie. À peu près à la même époque, Marie donne naissance à leur deuxième fils, Heinrich Neal (en) qui deviendra plus tard maître de chapelle à Heidelberg. À peu près à la même époque, Neal peint Retour de chasse (1870), connu plus tard sous le nom d'After the Chase, une nature morte à l'huile sur toile qui devient l'un de ses premiers grands succès. En 1873, Neal organise une exposition en Californie, à l'Académie d'art de San Francisco. Il peint ensuite The First Meeting of Mary Stuart and Rizzio, qui lui vaut la grande médaille de l'Académie royale des Beaux-Arts de Bavière, la première à être décernée à un Américain. Il reste à l'atelier jusqu'en 1876.

### Premier grand voyage aux États-Unis (1877-1878)
En 1877, Neal fait un voyage éclair d'un an aux États-Unis, passant de ville en ville, voyageant et peignant au fur et à mesure. Dans une lettre personnelle datée du 2 février 1878, il répond à une amie d'enfance et collectionneuse d'art, sur Middlesex Street à Lowell (Massachusetts), adressée à Mme F. Cutting, qui décrit son emploi du temps chargé en tant qu'artiste : 
« I have four engagements here to meet, and two in New York, before I can engage to paint any more.  I left three unpainted in Chicago, which I had half promised to do. ...I must positively be in Munich by the 1st of May as I have an appointment there with a gentleman who desires to purchase my next large historical picture.  I am at present painting Mr. & Mrs. Talbot and shall visit Boston for a day or so and will have the pleasure of talking over the matter of your portrait with you. »
« J'ai quatre engagements ici à rencontrer, et deux à New York, avant de pouvoir m'engager à peindre davantage. J'en ai laissé trois non peints à Chicago, ce que j'avais à moitié promis de faire. ...Je dois absolument être à Munich le 1er mai car j'ai rendez-vous avec un monsieur qui souhaite acheter mon prochain grand tableau historique. Je suis actuellement en train de peindre M. et Mme Talbot et je dois me rendre à Boston pour un jour ou deux et j'aurai le plaisir de m'entretenir avec vous au sujet de votre portrait. »
Neal ne rentre à Munich qu'en novembre, et pas avant que sa femme ne le rencontre à Paris, où il a écrit plus tard :
« Mrs. Neal met me in Paris. Had it not been for the exhibition nothing could have kept me from hurrying home by the first train, such was my longing to see my babies. My arrival there was the occasion of a great festival on the part of the children, who had the rooms you know so well handsomely decorated. They all seemed at first to be at least a head taller, but after a week they managed to get back to their old proportions. Thirteen months are a great deal upon a child's head. »
« Mme Neal m'a rencontré à Paris. Sans l'exposition, rien n'aurait pu m'empêcher de me dépêcher de rentrer par le premier train, tant j'avais envie de voir mes bébés. Mon arrivée là-bas a été l'occasion d'une grande fête de la part des enfants, qui ont fait décorer avec goût les chambres que vous connaissez si bien. Au début, ils semblaient tous avoir au moins une tête de plus, mais après une semaine, ils ont réussi à retrouver leurs anciennes proportions. Treize mois, c'est beaucoup pour la tête d'un enfant. »

### 1879-1897
Neal, sa femme et ses fils restent à Munich, mais il voyage beaucoup pour vendre et exposer ses œuvres, car il conserve sa citoyenneté américaine et partage son temps entre les deux pays avec son adresse au 74 Auen Strasse et plus tard au 7 Frauen Strasse, à Munich, en Bavière, ainsi qu'en séjournant dans la maison d'Albert Bierstadt au 1111 Carnegie Hall, à New York. Il est membre de l'Académie américaine des beaux-arts à New York, ainsi que du Boston Art Club (en), 1886, et du Mark Hopkins Institute of Art. Dans la publication Modern Art and Artists, en 1888, le critique d'art Wilfrid Meynell commente les œuvres de Neal. Neal continue à peindre des portraits lorsqu'il est aux États-Unis, notamment les filles d'Ogden Mills, de Beatrice Mills et de Gladys Mills Phipps.

### Second grand voyage aux États-Unis (1897-1900)
Juste après 35 ans de mariage, sa femme meurt le 29 septembre 1897. Quelques mois plus tard, Neal décide de retourner aux États-Unis pour un voyage complet de deux ans de peintures et d'expositions. Son voyage commence par une petite frayeur, car le navire à passagers Pretoria de Hambourg a une panne de moteur, et Neal ainsi que le reste des passagers dérivent sur l'Atlantique, transformant leur voyage de quinze jours en trente-cinq jours. Une fois de retour aux États-Unis, Neal se met rapidement au travail, voyageant et installant des ateliers à Washington, Cleveland, New York, etc., dont sa deuxième exposition à l'Académie d'art de San Francisco en 1898. Le 18 juin 1899, le New York Times publie un article d'une page entière décrivant les œuvres de David Neal avec deux tableaux imprimés, Portrait de Mille N. et Sœurs en prière.

### Fin de vie
Son fils Max Neal (en) commence sa carrière d'auteur et de dramaturge, avec des ouvrages tels que The Collie and the Cat et Der Hochtourist (co-auteur). Lorsque la pièce The Collie and the Cat devait être donnée au Irving Place Theatre de New York, David écrit au rédacteur en chef du New York Times le 6 décembre 1904 pour obtenir des précisions, et est publié sous le titre to the Editor of the New York Times.
« In receipt of a clipping from your valuable paper, in which it is stated that "Max Neal... is said to be an American from Hoboken," allow me to say in correction that my son, Max Neal, though coming from pure New England stock, was born in Munich, and has never been in America." »
— .
        
« En recevant une coupure de votre précieux document, dans laquelle il est dit que "Max Neal... est dit être un Américain de Hoboken", permettez-moi de dire en correction que mon fils, Max Neal, bien que venant de pure souche de Nouvelle-Angleterre, est né à Munich, et n'a jamais été en Amérique". »
Au moment où la Première Guerre mondiale commence, Neal et sa famille sont pris au piège du côté allemand. Il meurt le 2 mai 1915, à l'âge de 76 ans, alors que le blocus des Alliés étouffe la vie dans la ville de Munich. Neal peint quelque soixante-dix portraits au cours de sa vie.

## Œuvres célèbres
- The Chapel of the Nonberg Convent, Salzburg 1864[15]
- On the Grand Canal, Venice, 1869[15]
- Interior of St. Mark's, Venice 1869 displayed at the Art Institute of Chicago[16]
- After the Hunt 1870 (Interior- hunting dog with kills)[17] displayed at the Los Angeles County Museum of Art
- The Burgomaster 1873[15]
- The daydreamer 1873 (interior- child in thought)[18]
- James Watt 1874  (a large historical composition shown at the Royal Academy)
- The First Meeting of Mary Stuart and Rizzio, 1876
- Portraits of Mr. & Mrs. Talbot, 1878
- Oliver Cromwell of Ely Visits Mr. John Milton, 1883 (interior, oil on canvas) displayed at the Boston Museum of Fine Arts) acquired through the Emily L. Ainsley Fund, 1978[19]
- Nuns at Prayer, 1884, displayed at the Royal Gallery of Stuttgart[20]
- Portrait of a Gentleman, 1886[21]
- Portrait of Severn Teackle Wallis, 1887 (displayed in Courtroom 400, Clarence M. Mitchell Jr. Courthouse, Baltimore, MD)[22].
- Portrait of Otto Sutro, 1889
- In the Crypt[20]
- The Courtyard of Titian's House in Venice, displayed at the Whistler House Museum of Art in his home town of Lowell
- Portrait of actress Marie Gorden
- Portrait of the Countress Leschenfeld-Kofering
- Portrait of Mr. Saraoaw a Scandinavian merchant.
- Chapel of the Kings at Westminster (collection of F. Cutting, Boston)
- Portrait of Henry William Green, 1901[23] Princeton Collection
- Junge Frau mit Rosenbl, 1912 (female portrait)[18]
- A token of Love, 1912 (female portrait)[18]
- Boy with Violin
- John Brown in Prison[24]
- Portraits of the three New Jersey signers of the Declaration of Independence (known last works) commissioned by the Daughters of the American Revolution[11].